# سیارک ۶۵۱۵۹
سیارک ۶۵۱۵۹ (به انگلیسی: 65159 Sprowls، نامگذاری:2002CN152) شصت و پنج هزار و صد و پنجاه و نهمین سیارک کشف شده‌است که در ۱۴ فوریه ۲۰۰۲ کشف شد.